# 瓦尔康维尔
瓦尔康维尔（法語：Valcanville，法語發音：[valkɑ̃vil]）是法国芒什省的一个市镇，属于瑟堡区。

## 地理
瓦尔康维尔（49°38'38"N, 1°19'45"W）面积6.45 平方千米，位于法国诺曼底大区芒什省，该省份为法国西北部沿海省份，西、北、东北三面环大西洋，东起顺时针与卡爾瓦多斯省、奧恩省、马耶讷省和伊勒-维莱讷省接壤。
与瓦尔康维尔接壤的市镇（或旧市镇、城区）包括：安娜维尔昂赛尔、康特卢、克利图尔、蒙法维尔、圣热纳维耶夫、托克维尔、勒瓦、勒维塞勒。

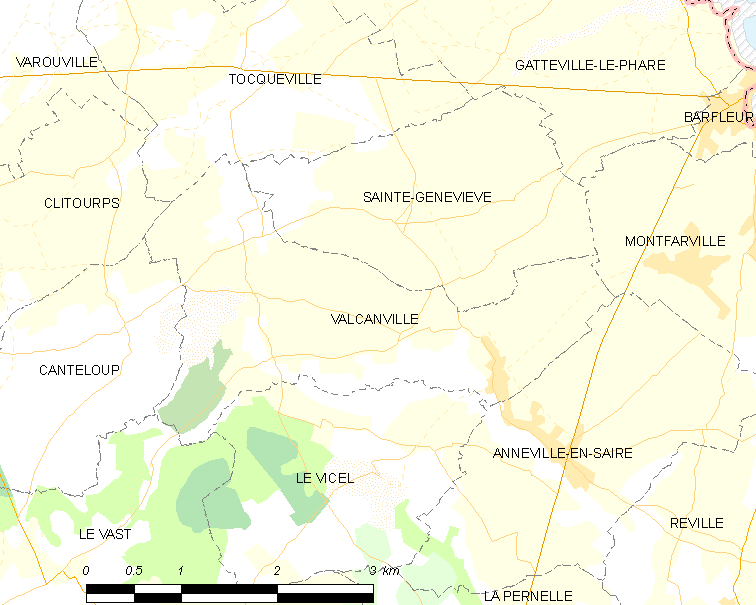
瓦尔康维尔的OSM定位图

瓦尔康维尔的时区为UTC+01:00、UTC+02:00（夏令时）。

## 行政
瓦尔康维尔的邮政编码为50760，INSEE市镇编码为50613。

## 政治
瓦尔康维尔所属的省级选区为赛尔河谷县。

## 人口

1962-2008年间瓦尔康维尔人口变化图示

瓦尔康维尔于2022年1月1日时的人口数量为391人。